# Železniční trať Kysak–Muszyna
Železniční trať Kysak–Muszyna je mezistátní železniční trať, která vede ze stanice Kysak (na železniční trati Košice – Žilina) přes Prešov na slovensko-polský hraniční přechod Plaveč – Muszyna.

## Historie
26. dubna 1997 byl zahájen elektrický provoz v úseku Prešov - Plaveč. Elektrizace tohoto úseku soustavou 3 kV DC probíhala dva roky.